# Liste de jeux vidéo Street Fighter
La franchise Street Fighter débute en 1987 sur borne d'arcade et connaît un succès international en 1991 avec le second épisode Street Fighter II: The World Warrior, vendu à plus de 6 millions d'exemplaires sur la seule version Super Nintendo.
La popularité de Street Fighter grandit au fil du temps et Capcom en profite pour réaliser plusieurs crossovers, notamment la série Marvel vs. Capcom entamée avec X-Men vs. Street Fighter paru en 1996 sur arcade et en 1997 sur console. Capcom a également collaboré avec SNK (Capcom vs. SNK: Millennium Fight 2000) et Namco (Street Fighter X Tekken),.

## Ventes
| *  | Jeux                                   | Sortie | Ventes    | Ventes           |
| *  | Jeux                                   | Sortie | Mondiales | Plateforme(s)    |
| -- | -------------------------------------- | ------ | --------- | ---------------- |
| 1  | Street Fighter II: The World Warrior   | 1991   | 6 300 000 | SNES             |
| 2  | Street Fighter V                       | 2015   | 6 100 000 | PS4, PC, DL      |
| 3  | Street Fighter II': Hyper Fighting     | 1993   | 4 100 000 | SNES             |
| 4  | Street Fighter IV                      | 2009   | 3 400 000 | PS3, 360, DL     |
| 5  | Super Street Fighter II                | 1994   | 2 000 000 | SNES             |
| 6  | Super Street Fighter IV                | 2010   | 1 900 000 | PS3, 360, DL     |
| 7  | Street Fighter X Tekken                | 2012   | 1 900 000 | PS3, 360, DL     |
| 8  | Street Fighter II': Champion Edition   | 1993   | 1 650 000 | Mega Drive       |
| 9  | Super Street Fighter IV                | 2014   | 1 500 000 | PS3, 360, DL, PC |
| 10 | Super Street Fighter IV 3D Edition     | 2011   | 1 300 000 | 3DS, DL          |
| 11 | Super Street Fighter IV Arcade Edition | 2011   | 1 100 000 | PS3, 360, DL     |